# Harmony (North Carolina)
Harmony is een plaats (town) in de Amerikaanse staat North Carolina, en valt bestuurlijk gezien onder Iredell County.

## Demografie
Bij de volkstelling in 2000 werd het aantal inwoners vastgesteld op 526.
In 2006 is het aantal inwoners door het United States Census Bureau geschat op 609, een stijging van 83 (15,8%).

## Geografie
Volgens het United States Census Bureau beslaat de plaats een oppervlakte van
3,6 km², geheel bestaande uit land. Harmony ligt op ongeveer 320 m boven zeeniveau.

## Plaatsen in de nabije omgeving
De onderstaande figuur toont nabijgelegen plaatsen in een straal van 28 km rond Harmony.